# Udotea conglutinata
Espèce
Udotea conglutinata est une espèce d'algues vertes de la famille des Udoteaceae.